# 家庭工具
《家庭工具》（英語：Family Tools，又译《倒霉蛋的新生》）是美國廣播公司將在2012-13年播出的一部情景喜劇，這部電視劇是改編自英國電視劇白麵包車男子（White Van Man）。

## 外部連結
- 官方网站
- 互联网电影数据库（IMDb）上《家庭工具》的资料（英文）
- Family Tools（页面存档备份，存于） at Facebook